# Fontana-on-Geneva Lake
Fontana-on-Geneva Lake è un comune degli Stati Uniti, situato in Wisconsin, nella Contea di Walworth, della quale è il capoluogo.